# Mount Eugene
Mount Eugene je najviša planina gorja United States Range na otoku Ellesmere, u kanadskoj pokrajini Nunavut. Državna vojne signalne službe ga je tijekom njihove ekspedicije u zaljevu Lady Franklin 1883. godine nazvala "Mount Arthur Eugene".